# Carel de Nerée tot Babberich

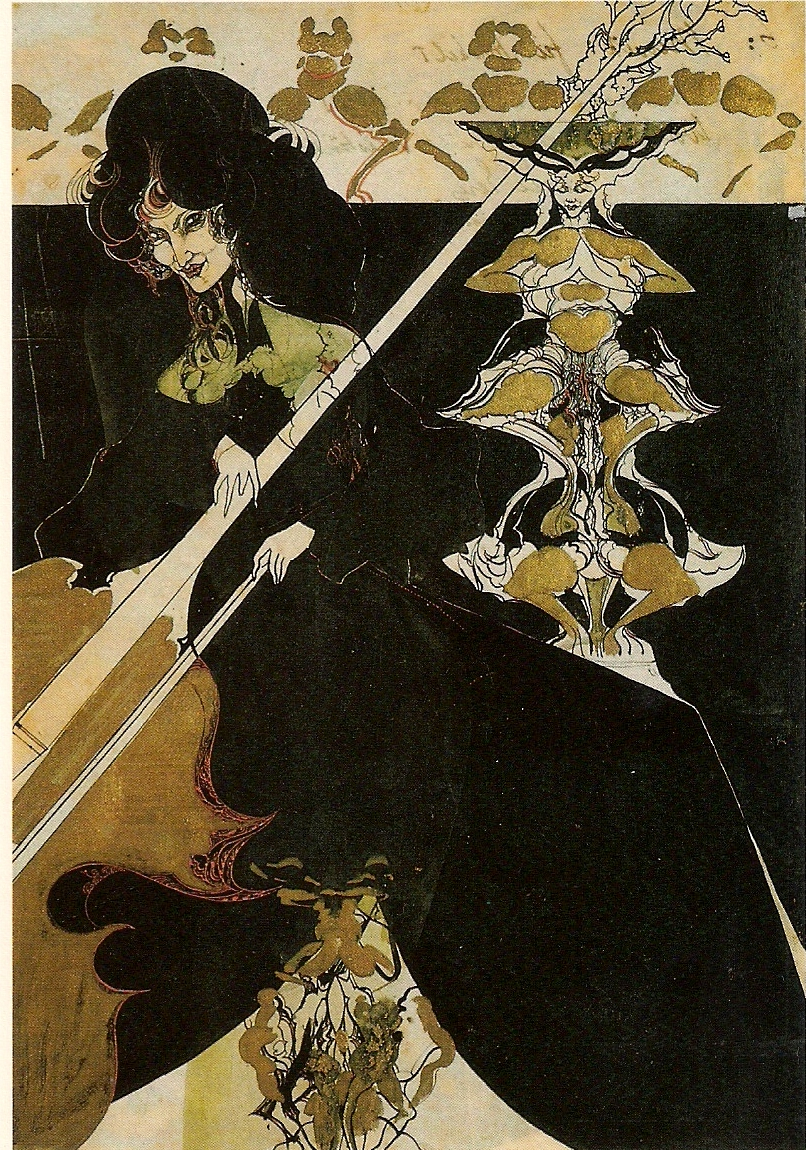
La musique (1904)

Carel de Nerée: Extaze. Finale, 1900-'01

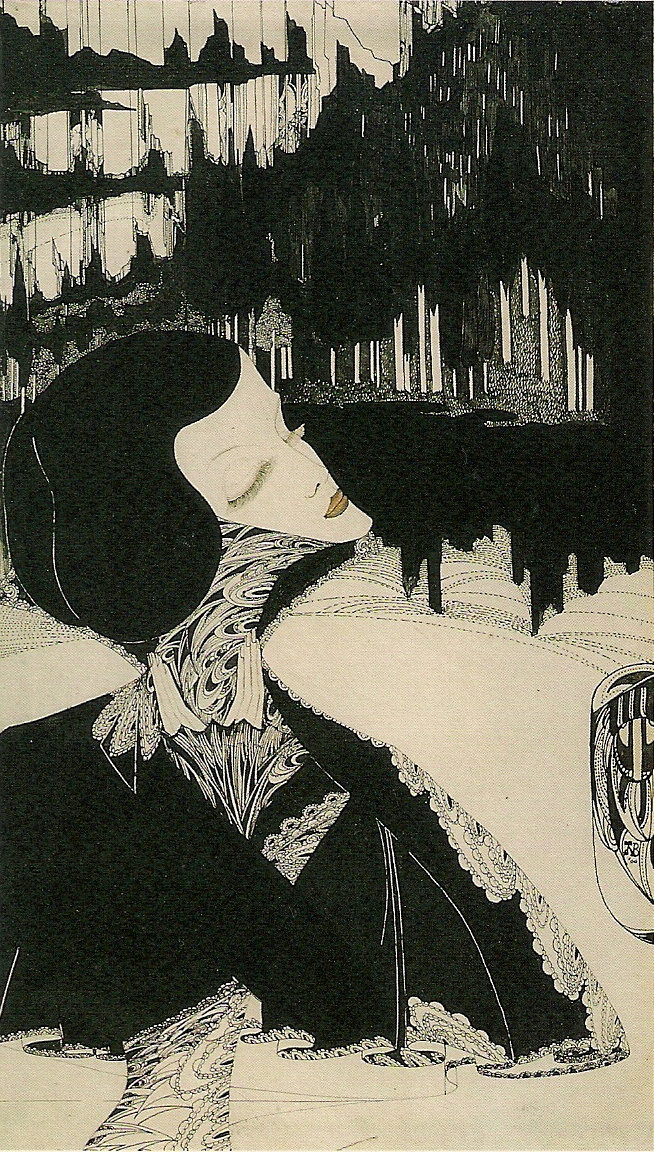
Inleiding tot Extaze. Een boek van geluk (1900-01)

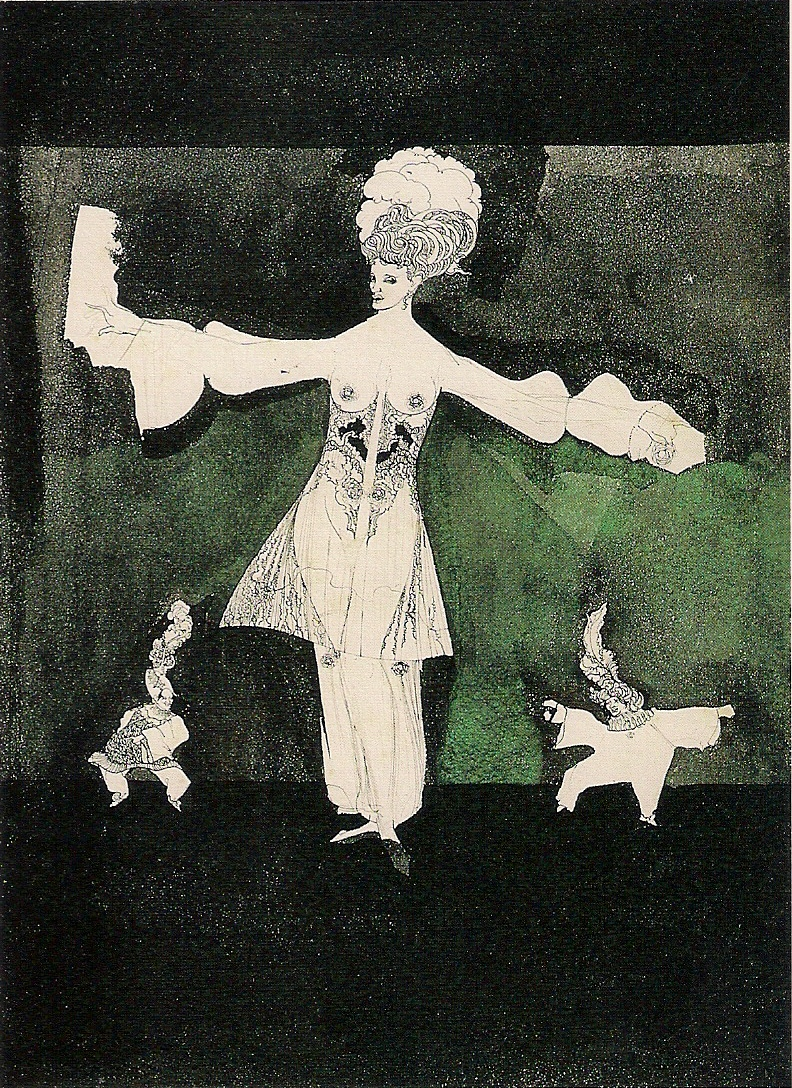
Clownerie (1904)

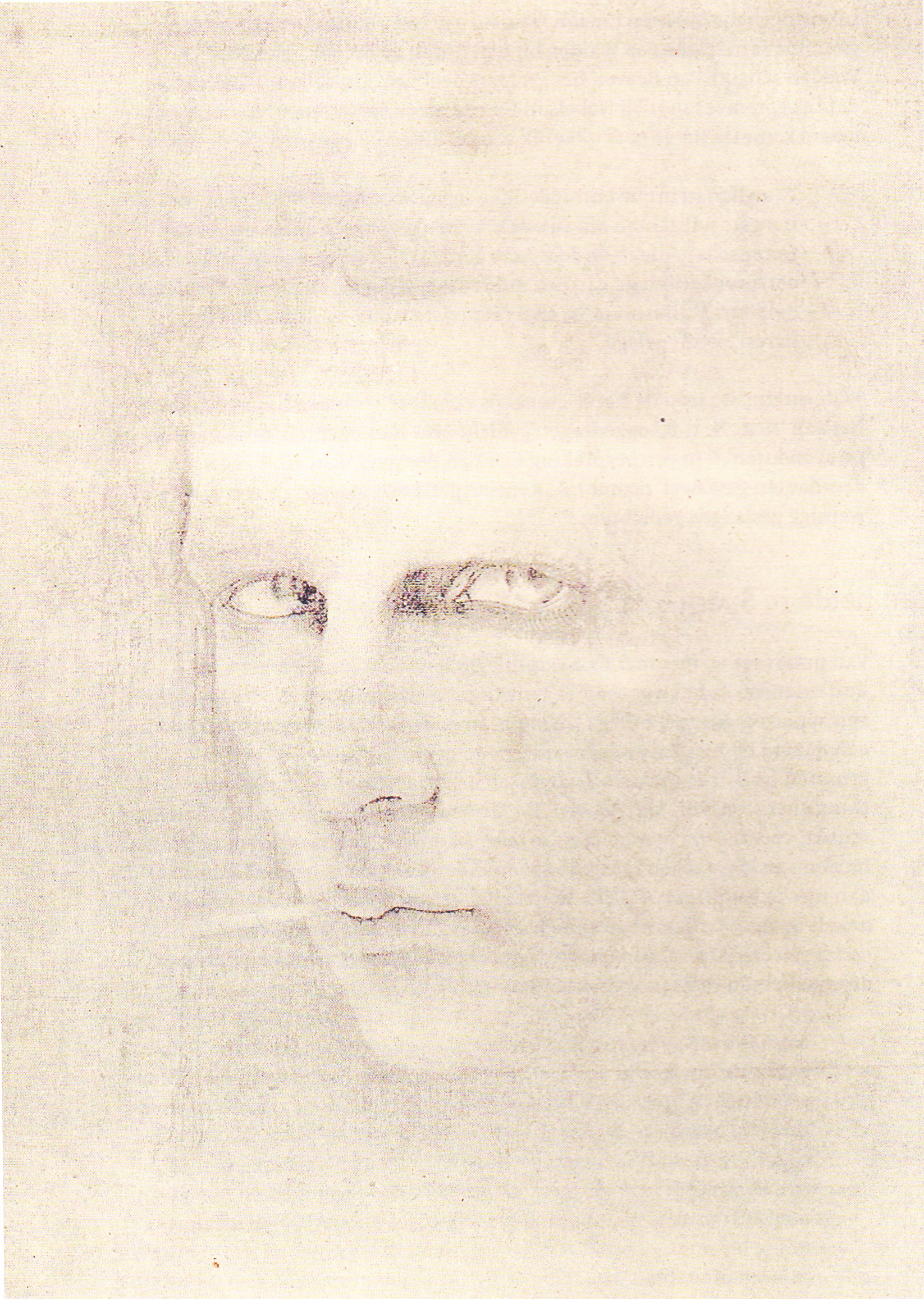
Zelfportret (1904)

Christophe Karel Henri (Carel) de Nerée tot Babberich (Zevenaar, 18 maart 1880 - Todtmoos (Duitsland), 19 oktober 1909) was een Nederlands kunstenaar wiens werk tot de hoogtepunten van de Nederlandse kunst rond 1900 wordt gerekend.

## Levensloop

### Jeugd en studie
De Nerée was een telg uit het geslacht De Nerée. De Nerée werd geboren in Zevenaar, op Huize Babberich als zoon van Frederik de Nerée tot Babberich (1851-1882), luitenant-ter-zee, en Constance van Houten (1858-1930). Carel had twee broers, Richard (1878-1945) en Frans (1882-1929). De laatste heeft gewerkt in een aan zijn broer verwante stijl. Constance van Houten was een feminist en kunstenares die onder meer borduurwerken heeft gemaakt naar ontwerpen van Karel. 
Op zijn vijftiende vertrok De Nerée naar Antwerpen om daar een opleiding aan de Handelsschool te volgen. Veel tijd bracht hij echter door met lezen en uitgaan in het nachtelijke Antwerpen maar slaagde desalniettemin voor de opleiding. Daarna legde hij in 1898 in Den Haag het consulair examen af en werd geplaatst op het ministerie van Binnenlandse Zaken.

### Schrijver en beeldend kunstenaar
De Nerée maakte in 1898 voor het eerst beeldend werk maar had aanvankelijk literaire ambities maar enkel postuum werden twee Franstalige gedichten in La Revue de Hollande gepubliceerd.  In 1900-'01 maakte De Nerée een reeks tekeningen gebaseerd op Couperus' roman Extaze. Ook door literair werk van Henri Borel en Frederik van Eeden liet hij zich inspireren tot een reeks tekeningen die samen met de Extaze-tekeningen tot de hoogtepunten van zijn oeuvre behoren.
In 1901 werd De Nerée voor Buitenlandse Zaken tewerkgesteld in Madrid. Hij liep daar tbc op: een ziekte die zijn verdere levensloop zou bepalen. Henri van Booven schonk De Nerée The Early Work (1899) van Aubrey Beardsley dat hem korte tijd sterk beïnvloedde. Ondanks plannen in die richting van criticus Albert Plasschaert exposeerde hij tijdens zijn leven niet. De Nerée was een zeer bekend figuur in Den Haag. Soms schonk hij werk aan vrienden en rond 1905 heeft hij meerdere werken aan vooral Duitse verzamelaars verkocht.
Zijn stijl maakte hem dankzij zijn eerste, postume, exposities al snel beroemd en werk van zijn hand was te zien op diverse belangrijke aan het symbolisme gewijde exposities.

### Ziekte en overlijden
De Nerée pendelde de laatste acht jaar van zijn leven, strijdend tegen zijn ziekte, heen en weer tussen kuuroorden in Zwitserland, Duitsland en Italië. De zomers bracht hij meestal door in Den Haag en in het Nederlandse Babberich. Door zijn slechte gezondheid ging het tekenen en schilderen hem steeds moeilijker af. Wel bleef hij zich artistiek sterk ontwikkelen. Hij overleed op 19 oktober 1909 in het Zuid-Duitse kuuroord Todtmoos en werd begraven in Clarens nabij Montreux.

## Receptie
De eerste tentoonstelling van zijn werk vond een jaar na zijn dood plaats in Den Haag. De aard van zijn werk, de wending die hij aan Beardsley wist te geven en het 'onhollandse' karakter ervan deed de critici vrijwel unaniem beseffen dat er een bijzonder talent in De Nerée verloren was gegaan. Het Museum voor Moderne Kunst Arnhem heeft halverwege de twintigste eeuw een grote en belangrijke collectie werken van De Nerée verworven.
Bewonderaars van zijn werk waren Hendrik de Vries, Jan Engelman en W.F. Hermans (die over hem schreef in het verhaal Hundertwasser, hondervijf en meer. 'En wie, die midden tusschen de paardebloemen zit, beschouwt niet gaarne, een exotische orchidee?' schreef Engelman in 1935 over de plaats van De Nerée in de Nederlandse kunstgeschiedenis.

## Werken (selectie)
- Henri van Booven als jonge priester (1900)
- Walden, [niet gebruikt] boekomslag (1900)
- Het Schoone Beeld (1900)
- Inleiding tot Extaze. Een boek van geluk van Couperus (1900-01)
- Extaze, finale (1900-01)
- Zelfportret (1900-01)
- Illustratie voor Le Jardin des Supplices (1899) van Octave Mirbeau (1900)
- Liefdesspel nr. 1 (1900-01)
- Zwarte zwanen (1901)
- De bruid (1901)
- Twee vrouwen (1901)
- Salomé (1901)
- Uil (1903)
- Clownerie (1904)
- La Musique (1904)
- La rencontre (1904)
- Sortie (1904)
- Rococo (1904-05)
- Rôdeuse (1904-05)
- Portretstudie/zefportret (1905?)
- Studie van een Sulamitische (1905?)
- Le mauvais regard (1906?)

## Exposities
Postuum
- Den Haag, Kunstkring, 1910
- Amsterdam, Arti, 1910
- Den Haag, d'Audretsch (met H. Daalhoff e.a.), 1914
- Haarlem, Kunsthandel Du Bois,1936
- Milaan & München, Galerie Levante, 1970
- Laren, Singer Museum, 1974
- Kleve, Städtliches Museum, 1975
- Den Haag, Staalbankiers, 1982
- Arnhem, Gemeentemuseum, 1986
- Arnhem, Gemeentemuseum, juni-september 1999
- Den Haag, Louis Couperus Museum, 2014-2015
- Dordrecht, Dordrechts Museum, 2025

- Bibliothèque nationale de France: cb16961137n (data)
- Biografisch Portaal: 02012386
- Digitale Bibliotheek voor de Nederlandse Letteren: nere001
- Gemeinsame Normdatei: 129104329
- International Standard Name Identifier: 0000 0000 6684 6421
- Nederlandse Thesaurus van Auteursnamen: 07083668X
- RKD-Nederlands Instituut voor Kunstgeschiedenis: 59140
- Union List of Artist Names: 500002505
- Virtual International Authority File: 79537311
- WorldCat: E39PBJrrBFdmxMfPcQKGWGhPwC